# Јањице
Јањице (слч. Janice, мађ. Jéne) насељено је мјесто са административним статусом сеоске општине (слч. obec) у округу Римавска Собота, у Банскобистричком крају, Словачка Република.

## Становништво
| Година:    | 1994. | 2004.    | 2014.    | 2024.    |
| ---------- | ----- | -------- | -------- | -------- |
| Број људи: | 173   | 191      | 249      | 329      |
| Разлика:   |       | +10,40 % | +30,36 % | +32,12 % |

| Година:    | 2023. | 2024.   |
| ---------- | ----- | ------- |
| Број људи: | 313   | 329     |
| Разлика:   |       | +5,11 % |

Мађари чине око 97% становништава. Према подацима о броју становника из 2011. године насеље је имало 213 становника.